# Bryum planiusculum
Bryum planiusculum là một loài rêu trong họ Bryaceae. Loài này được Lindb. & Arnell mô tả khoa học đầu tiên năm 1890.